# Красное знамя (газета, Томск)
«Красное знамя» — периодическое издание (газета).
Выходит в городе Томск, старейшая из ныне существующих газет города.
Периодичность — три раза в неделю. Рассчитана на широкую читательскую аудиторию и по возрасту, и по интересам. Редакция газеты имеет отделы новостей, экономики, науки, культуры и спорта, социальных проблем и писем. Выходят приложения «Пятница», «Ева», «Бизнес», «Выходной». Тираж 15 190 экземпляров (2024).

## История
Является преемницей выходивших с 16 марта 1917 года «Известий Совета солдатских депутатов Томского гарнизона». С 1 июня 1917 года носила название «Знамя революции». Первоначально выступала с общедемократических позиций, в ноябре 1917 года стала печатным органом большевиков. Выходила почти ежедневно, в 1917 году вышло в свет 170 номеров, в следующем году — 101 номер, поскольку во время белогвардейского режима в городе, с июля 1918 по декабрь 1919 года, газета уже не печаталась. Возобновлена 20 декабря 1919 года, её редактором стал Я. Р. Елькович, активный участник городского антиколчаковского подполья, в январе 1920 года его сменил А. Г. Эмолин, печатание было приостановлено, в течение месяца (1 января — 31 января) Томский губернский революционный комитет издавал газету «Сибирский коммунист» (вышел 21 номер). Возвратившийся в город В. Д. Вегман с 1 февраля приступил к изданию газеты под прежним названием и возглавил её.
Современное название газета получила 1 октября 1921 года. К 1929 году тираж газеты достиг 19 тысяч экземпляров, к 1958 году — 82 тысяч, к 1989 году — 188 тысяч. До 1944 года газета была органом партийных, советских и профсоюзных губернских, окружных и городских организаций. С 1944 (в этом году была организована Томская область) и до 1990 года — орган Томского обкома КПСС и облисполкома Совета народных депутатов.
В 1967 году, в связи с 50-летием, газета была награждена Орденом Трудового Красного Знамени.
В 1991 году учредителем газеты выступил обком КПСС, в 1992 году — сотрудники редколлегии и трудовые коллективы «Россвязьинформ» и «Томскавтотранс». В 1994 году газета была акционирована (АОЗТ «Редакция газеты „Красное знамя“», с 1996 — ЗАО «Красное знамя»). В 1990—1993 годах тираж газеты снизился до 46 тысяч экземпляров, к 2000 году составил 40 тысяч экземпляров.
В разные годы газету редактировали К. М. Молотов (с июня 1920 года), Г. П. Гоберман, Л. Н. Каценельсон, В. Н. Шафранский (1923—1925, газета стала красочной и ярко сатирической), В. Л. Зайцев, А. Г. Тихонов, А. П. Прошляков, И. А. Портянкин (1936—1937), участники Великой Отечественной войны П. З. Пронин, Я. М. Фоменко, Н. П. Земсков, в годы войны — С. Черкасский, Г. А. Ельцов (ставший позже первым директором томской студии телевидения), затем — В. И. Смирнов, А. Р. Пугачёв, П. А. Садов, продолжительный срок, с 1949 по 1963 год, газету возглавлял В. А. Кузьмичев и почти двадцать лет, с 1963 по 1981 год, А. Н. Новосёлов, позже — Н. Г. Нестеренко (с 1981 по 1989), всего год — Э. В. Бурмакин (1989), В. А. Иванов (1990—1993), с 1993 года — Т. Е. Кондрацкая. С газетой сотрудничали ставшие известными советские литераторы Александр Казанцев (вёл колонку «Шахматы»), Сергей Островой, Виль Липатов, Сергей Заплавный, Борис Климычев, Вадим Макшеев, Геннадий Скарлыгин, свои первые стихи опубликовал Илья Авраменко.
С 2008 года как литературное приложение к газете издается «Мастерская. Вестник томских писателей».